# Марганецкий городской совет
Марганецкий городской совет (укр. Марганецька міська рада) — административно-территориальная единица и соответствующий орган местной власти в составе Днепропетровской области Украины.
Административный центр городского совета находится в городе Марганец.

## Населённые пункты совета
- Марганец
- Марьевка
- Максимовка